# Giro del Capo
O Giro del Capo foi uma corrida de ciclismo por etapas sul-africana, que se disputava no mês de março.
Desde sua primeira edição em 1992 até 1995 foi amador. De 1996 ao 2008 foi profissional: primeiro na categoria 2.5 e desde a criação dos Circuitos Continentais da UCI em 2005 fazendo parte do UCI Africa Tour, dentro da categoria 1.2 (última categoria do profissionalismo). No 2009 disputou-se a modo de 4 corridas independentes denominadas Giro del Capo Challenge, como corridas profissionais de categoria 1.2. (igualmente última categoria do profissionalismo). A partir de 2010 voltou a ser amador por etapas e sua seguinte edição já não se chegou a disputar.
Sempre teve entre 4 e 6 etapas.

## Palmarés
Em amarelo: edição amador.
| Ano                      | Ganhador              | Segundo               | Terceiro             |
| ------------------------ | --------------------- | --------------------- | -------------------- |
| Giro del Capo            |                       |                       |                      |
| 1992                     | Andrew MacLean        |                       |                      |
| 1993                     | Andrew MacLean        | Willy Engelbrecht     | Mikhail Teteriouk    |
| 1994                     | Andrew MacLean        |                       |                      |
| 1995                     | Michael Andersson     |                       |                      |
| 1996                     | Scott Mercier         | Andrew MacLean        | Serguei Ivanov       |
| 1997                     | Andrew MacLean        | Matthew White         | Paul Brosnan         |
| 1998                     | Timothy David Jones   | Harald Morscher       | Salvatore Commesso   |
| 1999                     | Davy Dubbeldam        | David George          | Nicolas White        |
| 2000                     | Nicolas White         | Kosie Loubser         | Jac-Louis Van Wyck   |
| 2001                     | Piotr Chmielewski     | Nicolas White         | Lubor Tesar          |
| 2002                     | David George          | Daniel Spence         | Piotr Chmielewski    |
| 2003                     | David George          | Darren Lill           | Jacobus Odendaal     |
| 2004                     | David George          | Neil MacDonald        | Lubor Tesar          |
| 2005                     | Tiaan Kannemeyer      | Ryan Cox              | David Kopp           |
| 2006                     | Peter Velits          | David George          | Ryan Cox             |
| 2007                     | Aleksandr Efimkin     | Félix Cárdenas        | David George         |
| 2008                     | Christian Pfannberger | Christopher Froome    | Jacques Van Rensburg |
| Giro del Capo Challenge  |                       |                       |                      |
| 2009 (Giro del Capo I)   | Robert Hunter         | Christoff Van Heerden | Johann Rabie         |
| 2009 (Giro del Capo II)  | Christopher Froome    | Jay Robert Thomson    | Daryl Impey          |
| 2009 (Giro del Capo III) | Steve Cummings        | Johann Rabie          | Dennis Van Niekerk   |
| 2009 (Giro del Capo IV)  | Arran Brown           | Robert Hunter         | Nolan Hoffman        |
| Giro del Capo            |                       |                       |                      |
| 2010                     | David George          | Kevin Evans           | Burry Stander        |

## Palmarés por países
Somente contemplam-se as do Giro del Capo (não as do Giro del Capo Challenge).
| País           | Vitórias |
| -------------- | -------- |
| África do Sul  | 10       |
| Suécia         | 1        |
| Estados Unidos | 1        |
| Zimbabwe       | 1        |
| Países Baixos  | 1        |
| Polónia        | 1        |
| Eslováquia     | 1        |
| Rússia         | 1        |
| Áustria        | 1        |